# Conirostrum cinereum
Figuinha-cinzenta (Conirostrum binghami) é uma espécie de ave da família Fringillidae.
Pode ser encontrada nos seguintes países: Bolívia, Chile, Colômbia, Equador e Peru.
Os seus habitats naturais são matagal húmido tropical ou subtropical, matagal tropical ou subtropical de alta altitude e florestas secundárias altamente degradadas.